# Грецька мова

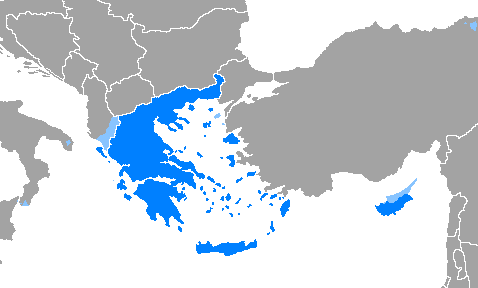

Гре́цька мо́ва, давніше гречина (грец. Ελληνικά, трансліт. Elliniká, дав.-гр. Ἑλληνική, трансліт. Hellēnikḗ) — одна з індоєвропейських мов; поширена у Греції (9,5 млн), на Кіпрі (0,5 млн), а також у Пд. Албанії, Єгипті, Пд. Італії та в Україні. Усього бл. 12,2 млн мовців. У Греції та на Кіпрі (кіпрський діалект) грецька є офіційною мовою.
У межах західної діалектної області індоєвропейських мов грецька мова перебувала у найтісніших генетичних зв'язках з давньомакедонською мовою.

## Історія
Стаття з серії:

Грецька мова
- Прагрецька мова
- Мікенська мова
- Давньогрецька мова
- Койне
- Середньогрецька мова
- Новогрецька мова
  - Катаревуса
  - Димотика

В історії грецької мови виділяють три основні періоди: давньогрецький (від 14 ст. до н. е. до 4 ст. н. е.); середньогрецький (5-15 ст.) і новогрецький (від 15 ст.).
За детальнішою класифікацією виділяють 6 періодів:
- давньогрецький 14 — 12 століття до н. е.
- архаїчний період — до 800 до н. е., включаючи мову Гомера.
- класичний період — тривав до 400 до н. е..
- елліністичний період — мова Греції, Малої Азії, західної Азії і Єгипту до 4 століття.
- візантійський період (середньогрецька мова) — мова використовувалася до 15 століття і дотепер є мовою Грецької православної церкви.
- новогрецький період — новогрецька мова принципово поділяється на дімотичну (розмовну) і мову літератури й освіти кафаревусу.

### Давньогрецька мова
Давньогрецька пройшла такі етапи розвитку: архаїчний (14-8 ст. до н. е.); класичний (8-4 ст. до н. е.); еліністичний (4-1 ст. до н. е.); пізньогрецький (1-4 ст.). У давньогрецькій мові існували діалекти: іонійсько-аттичний, дорійський, аркадо-кіпрський, еолійський, крито-мікенський (три останні об'єднують під назвою ахейський). Багата література класичного періоду була створена на іонійському діалекті (Гесіод, Геродот), на аттичному (Есхіл, Софокл, Евріпід, Аристофан, Платон, Арістотель, Фукідід, Ксенофонт, Демосфен), на еолійському (Алкей, Сапфо, Піндар). Епічна мова Гомера (8 ст. до н. е.) містить у собі кілька діалектних пластів: південно-ахейський, еолійський і власне іонійський. Наприкінці 5 століття до н. е. літературною мовою Греції стає аттичний діалект, в елліністичний період сформувалася загальна грецька норма — койне — на аттичній та іонійській основі.
Звукова система давньогрецької мови складалася з 5 голосних, протиставлених за довготою/короткістю, і 17 приголосних. Існувало також придихання двох типів — густе і слабке. Важливим винаходом греків була створена у 9-8 ст. до н. е. на основі фінікійського письма грецька писемність — перший в історії справжній алфавіт з окремими знаками як для приголосних, так і для голосних, що стало новим етапом у розвитку письма.
Для давньогрецької морфології були властиві 3 роди імен, показниками яких були артиклі. З числа (однина, двоїна, множина), 5 відмінків (називний, родовий, давальний, знахідний, кличний), 3 типи відмін. Дієслово мало 4 способи (дійсний, наказовий, кон'юнктив і оптатив), 3 стани (актив, пасив і медіопасив), 2 типи дієвідміни, 2 групи часів: головні (теперішній, майбутній, минулий доконаний) та історичні (аорист, імперфект, плюсквамперфект). Для синтаксису був властивий вільний порядок слів з розвиненою системою пара- і гіпотаксису. Багата словникова система включала питомі грецькі слова, догрецькі слова (так звані, пелазгійські) та запозичення з семітських, перської і латинської мов. Лексика давньогрецької мови, поряд з латинською, як відомо, стала джерелом формування сучасної наукової й технічної термінології європейських мов, запозиченої також до багатьох інших мов світу.

### Середньогрецька мова
У середньогрецький (візантійський) період в мові сталися істотні зміни, передусім у фонетиці: ітацизм (перехід е, еі в і), втрата придихання та ін., що започаткувало перехід до новогрецької мови. Ця мова сформувалася з нового міського койне 18-19ст., створеного на базі південних діалектів. Вона включає також 4 діалекти: понтійський (тобто, чорноморський, з йонійськими рисами), кападокійський (помітно тюркізований), цаконський (єдине продовження дорійського) і нижньоіталійський. Новогрецька літературна мова існує у двох різновидах: катаревуса — «очищена», яка продовжує традиційну аттичну норму, і димотика — «народна», створена на основі говірок Центр. Греції.

### Новогрецька мова
Новогрецька зберегла 5 голосних, які втратили протиставлення довгого/короткого звуків. Наголос став динамічним, зникла різниця між акутом, гравісом і циркумфлексом. Розвинулися нові приголосні (бета, дельта, фіта). Зникло подвоєння звуків у вимові. Скоротилася відмінкова система (називний, родовий, знахідний, кличний — тільки в чоловічому роді). Розвинулися нові способи утворення складних часів. Переважний порядок слів у реченні став SPO — підмет, присудок, додаток.
Розвинулися ряд рис, які об'єднали новогрецьку мову з іншими мовами Балкан (так звана, балканська ліга мов): родовий і давальний відмінки збіглися, зникли інфінітив і аналітична форма майбутнього часу; додаток став звичайно подвоюватися займенником, що зумовило займенникові повтори; сформувалися фразеологізми, аналогічні до інших балканських мов. Лексика новогрецької мови об'єднує у своєму складі і нові пласти, і чимало давньогрецьких архаїзмів, а також запозичення з романських, слов'янських і тюркських мов.
В останнє десятиліття поширення інтернет-послуг та мобільного зв'язку викликало латинізацію грецького письма. Це явище відоме як Greeklish, він поширений по всій грецькій діаспорі і навіть у країнах з більшістю грецького населення — в Греції та Кіпрі.

## Письмо
Сучасна грецька абетка складається із 24 літер. Слова, які містять більше одного складу завжди супроводжуються наголосом на письмі. У випадку, коли слово записується великими літерами, знак наголосу опускається. Правила переносу подібні до української мови, однак переносом не можна розділяти дифтонги, сполучення будь-якого приголосного та літери ρ, подвійні ρρ та λλ.
Розділові знаки та правила їхнього використання також не відрізняються від української мови, окрім того, що знак питання у грецькій мові має вигляд не «?», а позначається спеціальним знаком «;». В Юнікоді для нього існує спеціальний символ ; GREEK QUESTION MARK.
Нижче наведені грецькі літери та їхнє читання [вимова зазначена за міжнародним фонетичним алфавітом (МФА)]:
| Літера          | Назва        | Назва      | Вимова                     | Вимова          | Вимова          | Вимова          |
| Літера          | Грецька      | Українська | Класична Давньо- грецька   | Сучасна грецька | Давньо- грецька | Сучасна грецька |
| --------------- | ------------ | ---------- | -------------------------- | --------------- | --------------- | --------------- |
| Α α             | άλφα         | альфа      | [a] [aː]                   | [a]             | а               | а               |
| Β β             | βήτα         | бета       | [b]                        | [v]             | б               | в               |
| Γ γ             | γάμμα γάμα   | гамма      | [g]                        | [ɣ~ʝ]           | ґ               | г, ґ, й         |
| Δ δ             | δέλτα        | дельта     | [d]                        | [ð]             | д               | д               |
| Ε ε             | έψιλον       | епсилон    | [e]                        | [e]             | е               | е               |
| Ζ ζ             | ζήτα         | дзета      | [dz], пізніше [zː]         | [z]             | з               | з               |
| Η η             | ήτα          | ета        | [ɛː]                       | [i]             | е               | і               |
| Θ θ             | θήτα         | тета       | [tʰ]                       | [θ]             | т, ф            | т, ф            |
| Ι ι             | ιώτα γιώτα   | йота       | [i] [iː]                   | [i], [j]        | і, й            | і, й            |
| Κ κ             | κάππα κάπα   | капа       | [k]                        | [k~c]           | к               | к               |
| Λ λ             | λάμδα λάμβδα | лам(б)да   | [l]                        | [l]             | л, ль           | л, ль           |
| Μ μ             | μι μυ        | мю, мі     | [m]                        | [m]             | м               | м               |
| Ν ν             | νι νυ        | ню, ні     | [n]                        | [n]             | н               | н               |
| Ξ ξ             | ξι           | ксі        | [ks]                       | [ks]            | кс              | кс              |
| Ο ο             | όμικρον      | омікрон    | [o]                        | [o]             | о               | о               |
| Π π             | πι           | пі         | [p]                        | [p]             | п               | п               |
| Ρ ρ             | ρω           | ро         | [r], [r̥]                   | [r]             | р               | р               |
| Σ σ ς (кінцева) | σίγμα        | сигма      | [s]                        | [s]             | с               | с               |
| Τ τ             | ταυ          | тау        | [t]                        | [t]             | т               | т               |
| Υ υ             | ύψιλον       | іпсилон    | [y] [yː] (раніше [u] [uː]) | [i]             | у, ю            | і, в            |
| Φ φ             | φι           | фі         | [pʰ]                       | [f]             | ф               | ф               |
| Χ χ             | χι           | хі         | [kʰ]                       | [x~ç]           | х               | х               |
| Ψ ψ             | ψι           | псі        | [ps]                       | [ps]            | пс              | пс              |
| Ω ω             | ωμέγα        | омега      | [ɔː]                       | [o]             | о               | о               |

## Базові правила фонетики
- Γ γ — вимовляється як український звук «г», але має низку особливостей: перед звуками «е» та «і» читається, як «й». Перед приголосними γ, κ, ξ, χ вимовляється, як «н», а всі поєднання вимовляються дзвінко — «нґ», «нґз». У разі, якщо таке поєднання стоїть на початку слова, то воно позначає один чіткий звук «ґ».
- Κ κ — звичайний «к», але після «γ» і «ν» читається як «ґ».
- Ν ν — впливає на наступний приголосний, робить його дзвінкішим.
- Літери η, ι, υ передають на письмі звук «і».

| Буквосполучення - ει, οι — передають на письмі звук «і». - αι — передає на письмі звук «е». - Μπ — «мб», якщо на початку слова, то «б». - Ντ — «нд», якщо на початку слова, то «д». - Νπ — «нб» - Νψ — «нб» - Τς — «ц» - Τζ — «дз» | Дифтонги 1. Αι — «е» 2. Ει — «і» 3. Οι — «і» 4. Αυ, Ευ — «ав, аф» та «ев, еф» — перед голосними і дзвінкими приголосними або глухими приголосними відповідно. 5. Ου — «у» |

## Граматика

### Іменник
Іменник в грецький мові належить до одного з трьох граматичних родів (чоловічого, жіночого та середнього) і змінюється за числами і відмінками. Чисел два — однина і множина. Відмінків чотири — називний, родовий, давальний, знахідний і кличний. Як і в багатьох інших мовах балканського ареалу, значення родового і давального відмінків в новогрецькій мові змішалися (у формі старого родового відмінка). Таким чином, у значенні старого давального відмінка вживається форма родового відмінка або прийменник σε зі знахідною формою іменника.
Іменники в грецькій мові мають категорію означеності і оформляються артиклями. Вживання означеного артикля набагато ширше, ніж в англійській або німецькій мовах. У кличному відмінку артиклі не вживаються. Наприклад, означений артикль часто супроводжує імена людей і відмінюється так:
| Відмінок  | од.ч.р. | од.ж.р. | од.сер.р. | мн.ч.р. | мн.ж.р. | мн.сер.р. |
| --------- | ------- | ------- | --------- | ------- | ------- | --------- |
| Називний  | ο       | η       | το        | οι      | οι      | τα        |
| Родовий   | του     | της     | του       | των     | των     | των       |
| Знахідний | το(ν)   | τη(ν)   | το        | τους    | τις     | τα        |

Неозначений артикль збігається з числівником «один» і відмінюється так:
| Відмінок  | од.ч.р. | од.ж.р.   | од.сер.р. |
| --------- | ------- | --------- | --------- |
| Називний  | ένας    | μία (μια) | ένα       |
| Родовий   | ενός    | μιας      | ενός      |
| Знахідний | ένα(ν)  | μία (μια) | ένα       |

Як зазначено вище, родовий відмінок у новогрецькій мові виконує функції як родового, так і давального відмінків. Наприклад, фраза Я даю книгу дівчині може звучати одночасно так δίνω το βιβλίο της κοπέλας (← η κοπέλα), хоча поширеніший в цій функції зворот із прийменником δίνω το βιβλίο στην κοπέλα (στην = σε + την).

### Дієслово
Для дієслова у новогрецькій властива взаємодія між категоріями виду, часу і способу з утворенням безлічі форм, як флективних, так і аналітичних.
Кожне дієслово має дві основи — доконаного виду і недоконаного. Третій вид — перфект — утворюється через доконаний вид і допоміжне дієслово έχω мати (для порівняння англійське дієслово англ. have). У дієслові розрізняється минулий час і теперішній; із останнього часткою θα утворюється аналітичне майбутнє. Крім дійсного способу, існують наказовий і умовний (суб'юнктив). Останній висловлює передбачувані, можливі або бажані дії. Значення, які в українській і англійській мовах виражаються інфінітивом, у грецькій передаються суб'юнктивом: наприклад, θέλω να παίζω — буквально «хочу щоби граю», де να — частка умовного способу, а παίζω — форма умовного способу недоконаного виду (збігається з дійсним способом). Справжнього інфінітива у новогрецькій мові немає: απαρέμφατο застосовується тільки для утворення перфекта.
Грецькі дієслова, як і українські, відмінюються за двома числами і трьома особами. Нарешті, для дієслова властива категорія стану — активного або пасивного. Більшість перехідних дієслів активного стану регулярно утворюють форми пасивного, наприклад κτίζω ‘будувати’ → κτίζομαι ‘будуватися’.
Існує також обмежений набір дієприкметників, в тому числі незмінні дієприкметники теперішнього часу активного стану, які подібні до українських дієприслівників.

## Деякі фрази
- Привітання/прощання
  - звертання на ти — Γεια σου! — Я́су!
  - звертання на Ви — Γεια σας! — Я́сас!
- Так — Ναι — Не
- Ні — Óχι — О́хі
- Дякую — Ευχαριστώ — Ефхарісто́
- Будь ласка — Παρακαλώ — Паракало́
- Будь ласка (у відповідь на прохання) — Ορίστε — О́рісте
- Вибачте — Συγνώμη — Сіґно́мі
- Моє ім'я — Ονομάζομαι — Онома́зоме
- Я українець (українка) — Είμαι Ουκρανός (Ουκρανή) — І́ме укра́нос (украні́ )
- Як твої справи? — Τι κάνεις? — Ти ка́ніс?
- Я тебе кохаю — Σ'αγαπώ — Сагапо́
- Я не розмовляю грецькою — Δεν μιλάω Ελληνικά — Ден міла́о Еллініка́
- Допоможіть мені, будь ласка — Βοηθήστε με, παρακαλώ — Войті́сте ме, паракало́
- Скільки коштує? — Πόσο κάνει? — По́со ка́ні?

## Запозичення до української мови
Поза межами сучасної Греції грецькими за походженням є назви: Анкара, Анкона, Антіохія, Батумі, Босфор, гори Тавр і Антитавр, Македонія, Неаполь, Ніцца, Палермо, Синоп, Трабзон (Трапезунд), Стамбул, острів Стромболі, Александрія (в Єгипті) тощо.
Вже у староукраїнській мові відомі кількасот запозичень з візантійської грецької, принаймні третина з яких перейшла до народної мови: книш, кутя, огірок, канупер, мак, миска, левада, вохра, вапно, макітра, корабель тощо. Візантії завдячує Україна початки своєї науки, через візантійські культурні впливи поєднавшись опосередковано з античною наукою, філософською і ораторсько-літературною традицією.
Особливу роль грецької мови також і в подальшій історії формування слов'янських культур видно з таких численних грецьких запозичень як: кіно, метро, машина, гімн, хор, троянда, аптека, циган, лимон, школа, алфавіт, ліцей, стадіон, історія, ідея, бібліотека, метод, теза, фізика, географія, біологія, філологія, діалект, лексика, граматика, кафедра, догма, стихія, метр, ризик, криза, асфальт, діаспора, пошта, талант, бандура, церква, хрест, ікона, дяк, піп, ангел, апостол, канон, оксамит, смарагд, катарсис, ефір, міф та ін., а також з численних християнських імен — Микола, Микита, Петро, Андрій, Олександр, Олексій, Оксана, Ірина.
Грецьке походження мають назви давніх грецьких поселень: Ялта, Алушта, Форос, Лівадія. З грецьких морфем створено назви: Херсон, Сімферополь, Севастополь, Феодосія, Євпаторія, Нікополь, Одеса та інші.

## Приклад
«Заповіт» Тараса Шевченка
грецькою мовою (переклад грецького поета Алексіса Парніса):